# Дорија Шафик
Дорија Шафик (арап. درية شفيق‎‎; 14. децембар 1908 — 20. септембар 1975) је била египатска књижевница, песникиња и феминисткиња и један од главних вођа женског ослободилачког покрета у Египту средином 40-тих година 20. века. Као резултат њених напора, египатске жене су добиле право гласа египатским уставом.

## Биографија
Рођена је у граду Танта, Египат. Завршила је француску мисионарску школу. Са 16 година постала је најмлађа Египћанка која је стекла диплому француских дипломских студија. Са 19 година добила је стипендију египатског Министарства образовања за студирање на Универзитету Сорбона у Паризу. Такође је студирала и докторирала филозофију на Сорбони. Написала је две тезе, једна је побијала само утилитаристичке циљеве повезане са древноегипатском уметношћу, а друга, тврдећи да ислам довољно признаје једнака права жена.
Док је била у Паризу, удала се за Ноура Ал Дин Рагаи, студентом права који је такође био на стипендији и радио је на свом докторату.
По повратку из Француске у Египат 1940. године, Шафикова се надала да ће допринети образовању младих у својој земљи, али деканка књижевног факултета Универзитета у Каиру демантовала ју је за наставничко место под изговором да је „превише модерна“.
Године 1945. принцеза Чевичар, прва супруга тадашњег египатског краља Фуада I, понудила је Дорији место главног уредника француског културног и књижевног часописа 1945. принцеза Чевичар, прва супруга тадашњег египатског краља Фуада И, понудила је Шафику место главног уредника француског културног и књижевног часописа La Femme Nouvelle који се обраћа елити земље. Дорија је прихватила понуду за посао а како је убрзо краљиц преминула, она је добила потпуну одговорност за часопис, укључујући и његово финансирање. Под њеном режијом часопис добио је регионални статус. Такође 1945. године, Дорија је одлучила да објави арапски часопис Bint Al Nil (ћерка Нила), који је намеравао да образује египатске жене и да им помогне да имају најефикаснију улогу која је могућа у њиховој породици и њиховом друштву. Прво издање је изашло у новембру 1945. године и скоро је одмах распродато.
Године 1948. Дорија је створила Bint Al Nil Union како би помогла решавању примарних социјалних проблема жена и осигурала њихово укључивање у политике своје земље. Синдикат је такође радио на искорењивању неписмености оснивањем центара за ту сврху у целој земљи, оснивањем завода за запошљавање и кафетерије за радне жене.

## Активизам
У фебруару 1951. успела је да тајно окупи 1500 жена из две водеће феминистичке групе у Египту. Организовала је марш људи који је прекинуо рад парламента на четири сата након што су се тамо окупили с низом захтева који су се углавном односили на женска социоекономска права. Муфида Абдул Рахман је изабран да брани Шафикову на суду у вези с тим случајем прекидања рада парламента. Када је случај кренуо на суђење, многи присталице феминистичких организација присуствовали су суђењу, а судија је одложио рочиште на неодређено време.
Године 1951, Шафикова је одлучилао да допринесе напорима у избацивању Египта од британске окупације стварањем прве женске војне јединице која је окупила 2000 жена, припремила их за фронт и спровела суштинске војне активности.
Дана 12. марта 1954. Шафикова је организовала осмодневни штрајк глађу, у знак протеста због стварања уставног одбора на коме нема жена. Завршила је штрајк након што је добила писмену изјаву да је председник Нагуиб посвећен уставу који поштује права жена.
Као резултат њених напора, женама је дато право гласа по уставу из 1956. године, али под условом да су писмене, што није био услов за гласање мушкараца. Године 1957. она је организовала други штрајк глађу у индијској амбасади, у знак протеста због диктаторског режима председника Гамала Абдела Насера. Као резултат тога, Насер је решио да се она стави у кућни притвор, њено име је забрањено у штампе и издавању часописа.

## Смрт
Након кућног притвора, Шафикова је водила самотни живот, чак и кад јој кретање више није било ограничено. Своје последње године провела је читајући, пишући и углавном у друштву својих ћерки и унука. Извршила је самоубиство након пада са балкона 1975. године. Њујорк тајмс је пожалио што није одштампао њену осмртницу и коначно је одштампао у 2018. години.